# 伊苏IV 太阳的假面
《伊苏IV 太阳的假面》是日本Falcom公司動作角色扮演遊戲系列伊蘇第四代作品之一，由Tonkin House開發並於1993年11月在超級任天堂發行。Falcom初步設計劇情後，將之交給Tonkin House和Hudson Soft兩家公司分別製作，後者的版本為PC Engine上的《伊蘇IV 伊蘇的黎明》，於一個多月後發行；兩款遊戲情節總體接近，但有一些差異。
《太阳的假面》的情節設定於《伊蘇II》結尾後，主人公亞特魯從海邊撿到了請求解救塞爾塞塔的漂流瓶後，前往塞爾塞塔冒險的故事。遊戲更深入地解釋了系列前兩作的世界觀。在玩法上，遊戲從《伊蘇III》的橫向卷軸畫面回歸前兩作的俯視地圖，但也沿用了《伊蘇III》新增的戒指系統設定。
太東在2005年推出PlayStation 2重製版《伊苏IV 太阳的假面 -新的理論-》，採用了新系統並重新編排了情節。Falcom在2012年推出了自己制作的新作《伊苏 塞尔塞塔的树海》。

## 玩法
在经过《伊苏III》的横向卷轴视角与手动挥剑后，《伊苏IV 太阳的假面》重新回归《伊苏》与《伊苏II》的俯视地图与碰撞攻击系统。本作的系统和前两作大致相同，但沿用了《伊苏II》的魔法系统和《伊苏III》的戒指系统。此外本作还加入了中毒状态，中毒后主人公亚特鲁的体力值会在移动时扣减。

## 情节

### 背景
《伊苏IV 太阳的假面》的情节主要发生在塞尔塞塔地区，游戏和《伊苏》与《伊苏II》采用相通的设定。塞尔塞塔最初的统治者是拥有强大力量的翼人，他们在这里建立了“古代文明”。后来生活在这里的人类曾和翼人和平生活了一段时期。然而人类发现翼人的目的是征服世界后，二者便爆发了漫长的战争，最终英雄雷方斯和手下的五忠臣领导人类取得了胜利。翼人留下操控文明的三个宝珠与三个面具后，将文明封印到了地下。雷方斯让幸存的翼人住在圣域，并派人类照顾他们。
游戏情节开始接于《伊苏》和《伊苏II》之后。在《伊苏》中，亚特鲁为消灭艾斯塔里亚岛的魔物，集齐了古代六神官封印了魔力伊苏古书，并被古书传送到空中的伊苏国。在《伊苏II》中，亚特鲁营救出了医生弗雷亚，并帮少女莉莉娅找到治疗绝症所需的珍贵药物。在游戏的最后，亚特鲁帮双子女神消灭了魔法与魔物的源头黑珍珠，伊苏国也因为魔法消失落回了地面。

### 故事
在游戏开始，亚特鲁于艾斯塔里亚岛海边捡到一个漂流瓶，瓶中的信写道请拯救塞尔塞塔。次日亚特鲁登上行船，弗雷亚医生为采集之尔塞塔之花的种子，也一同前往。坐船来到国境之镇卡斯南后，亚特鲁发现罗门帝国士兵进驻于此，弗雷亚调查到，罗门军队以清理魔物为名义驻军，实则伺机进攻这里。在和寻找种子的弗雷亚分别后，亚特鲁独自开始了探索。在路上，亚特鲁帮助了风之村的女孩卡娜，并拜见了村中长老。长老也意识到最近赛尔塞塔有异动，塞尔塞塔的大长老可能知道情况。
出村后，亚特鲁打败被变成魔物的风之村村民雷姆诺，让他回复了正常。赶来的卡娜说，最近雷雨圣域出现了可疑三人组后，就产生了一系列变异，并将拜见大长老必须的宝珠太阳之瞳交给亚特鲁。在高原之村海兰德村，亚特鲁见到了投出漂流瓶的女孩莉莎，她表示自己不能说明写信原因，并告诉亚特鲁不要前往圣域。但亚特鲁还是来到了圣域，并被闪电击飞到圣域之城。在城中，他偷听到三人组的对话，他们是罗门帝国的魔法师，想要利用翼人艾尔迪尔，而魔化雷姆诺斯则是三人组之一的芭弥主意，她想用此方法消灭风之村。很快艾尔迪尔出现，他发现了亚特鲁的踪迹，并命令三人组杀掉亚特鲁。然而亚特鲁只是受到重伤，并被莉莎救回。莉莎称自己是圣域管理者，是唯一有资格进入那里的人；她还称自己知道翼人的情况，但不能告诉亚特鲁。
在大地神殿，亚特鲁遇见了古代文明调查者加佐克，他将刚找到的大地之瞳给了亚特鲁，并拜托他去大河之村塞利尔找大长老。亚特鲁来到大河之村，得知需要集齐三颗宝珠才能见大长老，最后一颗宝玉在很久以前就被带到其他地区。之后亚特鲁再次见到弗雷亚，弗雷亚称艾斯塔里亚再度出现魔物。与此同时，三人组的首领古尔达正告诉艾尔迪尔，他已派魔物去艾斯塔里亚夺取宝石，并一起灭掉亚特鲁。亚特鲁并从艾斯塔里亚学者卢达那里得知，伊苏女神像的原形并非双子女神，而可能是塞尔塞塔的翼人。最后一颗宝珠流落艾斯塔里亚，更说明伊苏国之建立与塞尔塞塔的关系。卢达继续称，宝珠可能传到了莉莉娅家，因此亚特鲁立刻前去寻找莉莉娅。然而莉莉娅已经带着宝珠，去塞尔塞塔寻找亚特鲁，在帮助过。
亚特鲁在风之村看到艾尔迪尔将莉莉娅抓走，因此赶往圣域之城。亚特鲁找到莉莉娅时，却被三人组之一的芭弥放出魔法击倒；芭弥又将莉莉娅带走，但莉莉娅留下了最后一颗宝珠月之瞳。在高原之村，长老告诉亚特鲁，莉莎发现了艾尔迪尔的邪恶计划，但又强忍着相信他，因此莉莎投出了漂流瓶，希望有人能解救她。在大河之村，大长老明白了亚特鲁的来意，向他介绍了塞尔塞塔的历史，并让他寻找雷方斯曾使用的英雄之剑，唤醒他的灵魂。在雷方斯墓唤醒他的灵魂后，雷方斯说他发现古代文明的封印正在衰减，若文明被邪恶之人利用将不堪设想。他称是他用力量让莉莎的漂流瓶传送到亚特鲁手中，希望他这次能唤醒古代遗迹后彻底将之消灭。在雷方斯力量的帮助下，三座古代神殿重新出现。
在古代遗迹中，五忠臣的灵魂告诉亚特鲁，遗迹中有三个面具，若亚特鲁的三个宝珠嵌入面具，会有无法想像的后果。然而芭弥以莉莉娅为人质，从亚特鲁那里拿到了三颗宝石。击败三人组的另一人，并再次见到芭弥后，她说嵌入宝石的三面具已经送到最后的黄金神殿。来到黄金神殿后，亚特鲁迎战三人组头领古达尔。他说是他将让艾尔迪尔变得邪恶，以此达到自己征服世界的目的。他虽然获得了和《伊苏I》与《伊苏II》中黑珍珠类似的力量，但依然被击败。最终亚特鲁见到了想要恢复翼人统治地位的艾尔迪尔。在雷方斯和五忠臣的帮助下，亚特鲁取得了胜利。最后艾尔狄尔表示，自己是有翼人的末裔，听信了古达尔恢复古代文明的建议，于是自己被邪恶所污染。他向亚特鲁表示了谢意，对照顾他的莉莎表示忏悔，最终和古代文明一起消失。在结尾，亚特鲁离开艾斯塔里亚，展开了新的冒险。

## 评价
Hardcore Gaming 101称，游戏质量本身尚可，但完全被笼罩在PC Engine版《伊苏的黎明》的阴影之下。